# Residencia de Estudiantes

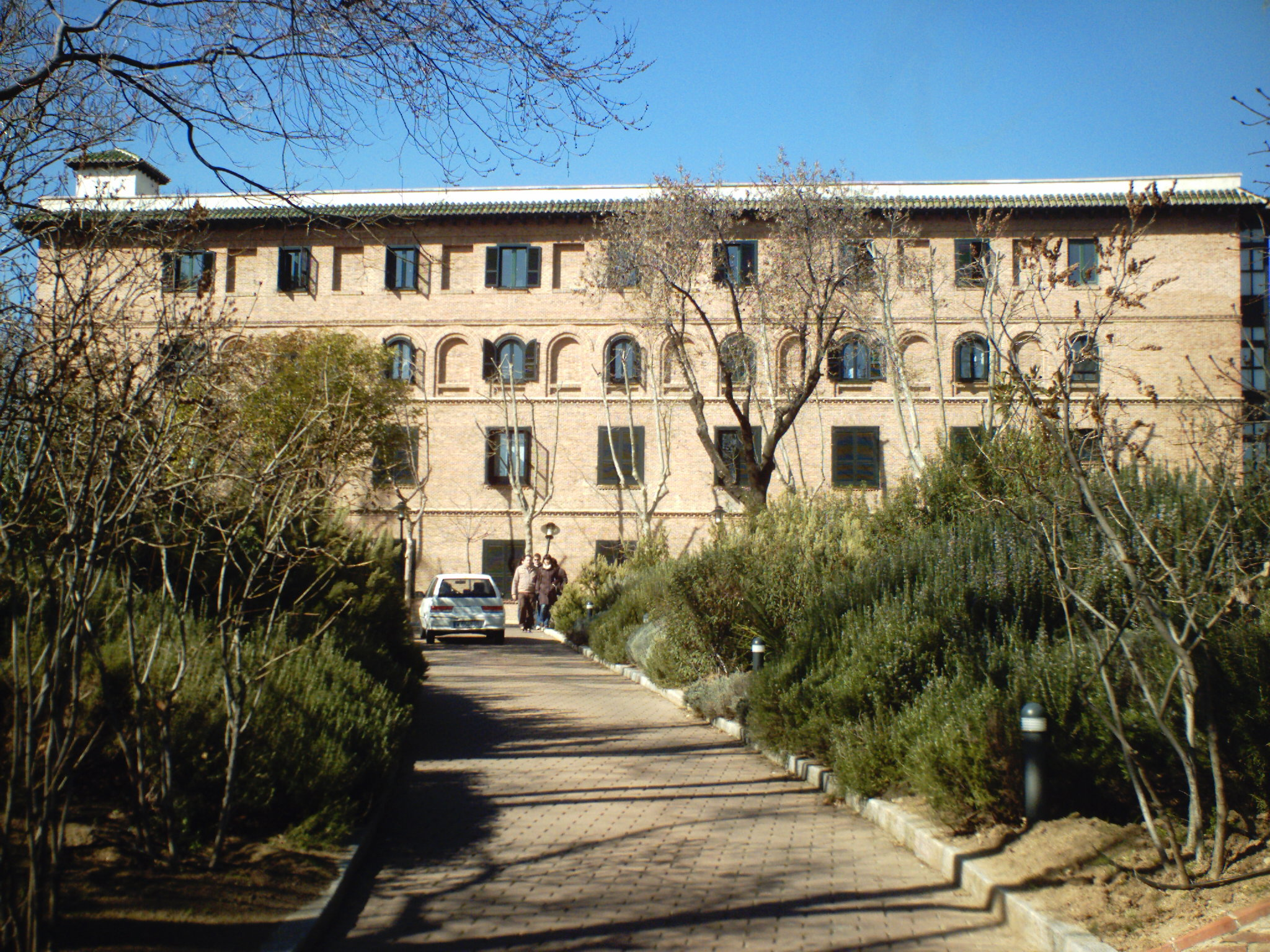
Um dos dois pavilhões destinados à residência dos estudantes, à vista assim que se entra nas instalações da Residência.

A Residencia de Estudiantes de Madri é um centro fundado em 1910 pela Junta de Extensão de Estudos, produto direto das ideias inovadoras que o krausista Francisco Giner de los Ríos havia iniciado na Espanha com a fundação em 1876 da Instituição Livre de Ensino. Desde o primeiro momento quis ser um complemento educacional da universidade em que se formavam os filhos das classes dominantes liberais, e de 1910 a 1939 foi um dos principais centros de modernização científica e educacional da Espanha. O conjunto de pavilhões foi declarado Patrimônio Europeu em 2014.